# Roella decurrens
Roella decurrens är en klockväxtart som beskrevs av L'hér. Roella decurrens ingår i släktet Roella och familjen klockväxter. Inga underarter finns listade i Catalogue of Life.